# جو أدكوك
جو أدكوك (بالإنجليزية: Joe Adcock)‏ هو لاعب كرة قاعدة أمريكي، ولد في 30 أكتوبر 1927 في لويزيانا في الولايات المتحدة، وتوفي في 3 مايو 1999 في كوشاتا في الولايات المتحدة بسبب مرض آلزهايمر.

## وصلات خارجية
- جو أدكوك على موقعبيزبول رفرنس.كوم (الدوري الرئيسي) (الإنجليزية)
- جو أدكوك على موقعبيزبول رفرنس.كوم (الدوري الثانوي) (الإنجليزية)
- جو أدكوك على موقع جمعية أبحاث البيسبول الأمريكية (الإنجليزية)
- جو أدكوك على موقع مشجعي الرسوم البيانية (الإنجليزية)
- جو أدكوك على موقع قاعة لويزيانا للمشاهير الرياضية (الإنجليزية)
- جو أدكوك على موقع إن إن دي بي (الإنجليزية)